# まむしの兄弟 お礼参り
『まむしの兄弟 お礼参り』（まむしのきょうだい おれいまいり）は、1971年10月1日に公開された日本の映画。製作は東映（京都撮影所）。　

## スタッフ
- 企画 - 俊藤浩滋、橋本慶一、佐藤雅夫
- 監督 - 本田達男
- 脚本 - 高田宏治、鳥居元宏
- 原作 - 斯波道男
- 撮影 - 赤塚滋
- 音楽 - 菊池俊輔
- 美術 - 石原昭
- 照明 - 北口光三郎
- 編集 - 堀池幸三

## キャスト
- ゴロ政：菅原文太
- 不死身の勝：川地民夫
- 二階堂剛：安藤昇
- 藤島あき：工藤明子
- 藤島京一：久保浩
- 花江：三島ゆり子
- 洋子：女屋実和子
- 曽根浩平：中村錦司
- 金太：潮健児
- 五郎：広瀬義宣
- 兵藤義三郎：遠藤辰雄（現・遠藤太津朗）
- 徳丸厳：山岡徹也
- 芝寅：名和宏
- 津田：高並功
- 須貝：鈴木金哉
- 与田：西田良
- 伊勢：成瀬正孝
- 松井：有田剛
- 恩田：平沢彰
- 山崎：白川浩二郎
- 村岡：八尋洋
- 木下：川谷拓三
- 番匠次郎：有川正治
- おかね：菅井きん
- 留三：武藤章生
- 安男：大木晤郎
- おしげ：坂本美智子
- 大谷：秋山勝俊
- 鬼塚：小田部通麿
- 後藤：野口貴史
- ホテルマン：谷村昌彦
- 囚人：大前均、蓑和田良太、芦屋小雁、畑中伶一、松原健司
- 藤島：北村英三
- ホテルのボーイ：奥津由三
- 看守：波多野博、藤本秀夫
- 医務官：那須伸太朗
- トルコ嬢：山田みどり
- トルコ風呂の客：森源太郎、島田秀雄
- 藤島組組員：前川良三

| スタブアイコン | サブスタブ | この項目は、まだ閲覧者の調べものの参照としては役立たない、映画に関連した書きかけの項目です。この項目を加筆・訂正などしてくださる協力者を求めています（P:映画/PJ:映画）。 |